# Florian Kleinefenn
Florian Kleinefenn (* 1956 in Freiburg im Breisgau) ist ein deutsch-französischer Fotograf und Objektkünstler, der in Frankreich lebt.

## Werdegang

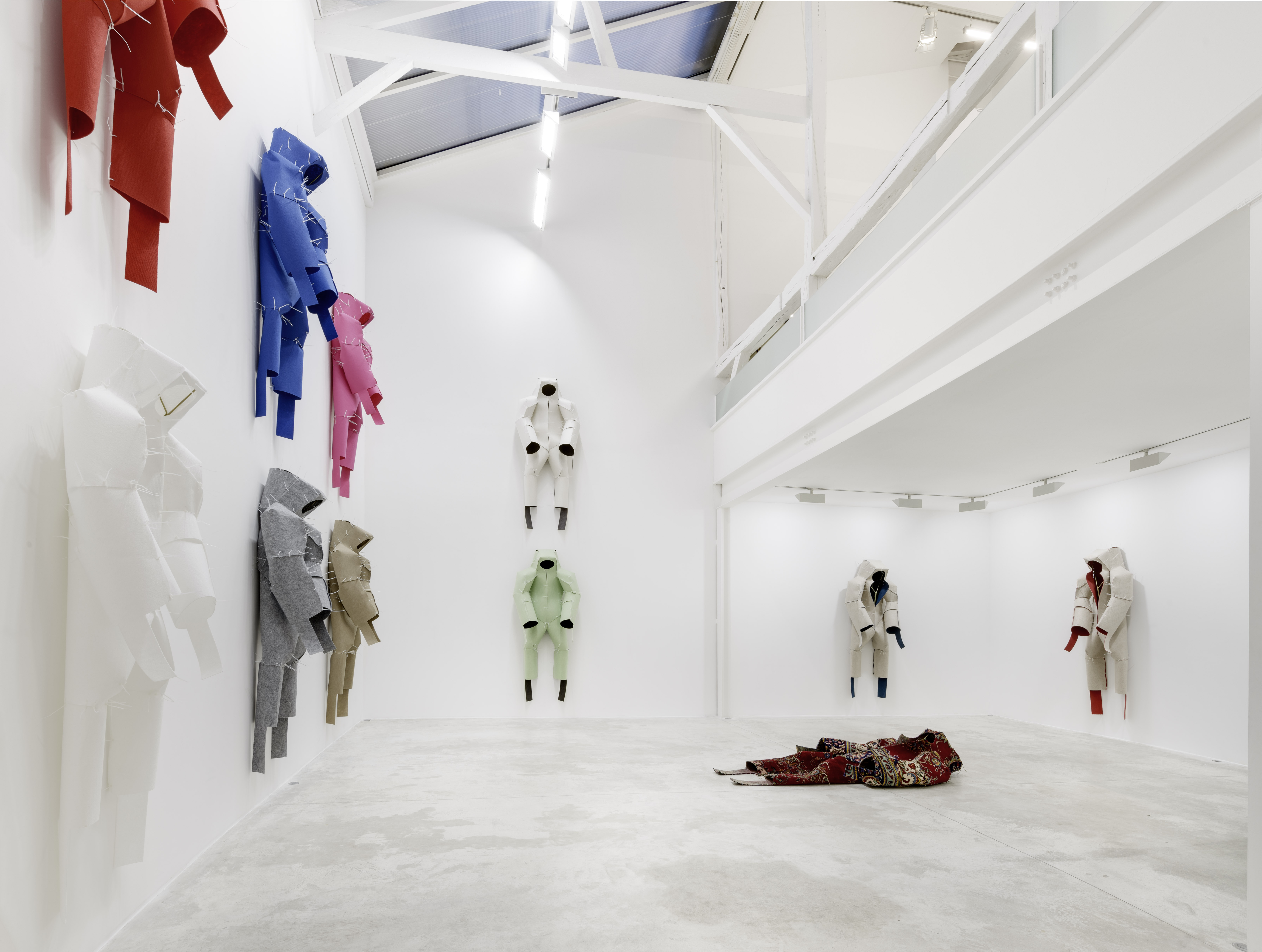
Galerie Michel Rein, Paris

Florian Kleinefenn wurde 1956 in Baden-Württemberg geboren und studierte von 1976 bis 1980 an der École nationale supérieure des arts décoratifs in Paris. Er beschäftigt sich, neben seiner Tätigkeit als Fotograf, mit Konstruktionen um und über die Traditionen der fotografischen Wiedergabe der realen Welt.
„Camerafahrten mit Automobil“ (mit Fritz Rahmann) wurde auf der documenta 8 in Kassel gezeigt.